# Azay-le-Ferron
Azay-le-Ferron település Franciaországban, Indre megyében. Lakosainak száma 835 fő (2022. január 1.). Azay-le-Ferron Martizay, Obterre, Paulnay, Saint-Michel-en-Brenne és Bossay-sur-Claise községekkel határos.

## Népesség
A település népességének változása:
| Lakosok száma | 1364 | 1146 | 1036 | 949  | 860  | 861  | 862  | 867  | 870  | 835  |
|               | 1968 | 1982 | 1990 | 2006 | 2013 | 2015 | 2017 | 2019 | 2020 | 2022 |